# Janjaem Suwannapheng
Janjaem Suwannapheng (en tailandés: จันทร์แจ่ม สุวรรณเพ็ง; 25 de septiembre de 2000) es una deportista tailandesa que compite en boxeo. Participó en los Juegos Olímpicos de París 2024, obteniendo una medalla de bronce en la categoría de 66 kg.

## Palmarés internacional
| Juegos Olímpicos | Juegos Olímpicos | Juegos Olímpicos  | Juegos Olímpicos |
| Año              | Lugar            | Medalla           | Categoría        |
| ---------------- | ---------------- | ----------------- | ---------------- |
| 2024             | París (Francia)  | Medalla de bronce | 66 kg            |